# Leon Jensen (Politiker)
Leon Asmus Martin Jensen (* 31. Oktober 1904 in Flensburg; † 14. November 1990 ebenda) war ein deutscher Rechtsanwalt, Notar und Kommunalpolitiker der CDU.

## Werdegang
Nach Studium und Promotion an der Universität Erlangen gründete er 1936 in Flensburg eine Rechtsanwaltskanzlei. In den Jahren 1962 bis 1970 war er Stadtpräsident in Flensburg.

## Ehrungen
- 31. Oktober 1969: Großes Verdienstkreuz der Bundesrepublik Deutschland
(anlässlich seines 65. Geburtstages)